# Lijst van Spaanse onderkoningen van Portugal
Tijdens de bezetting van Portugal door Spanje tussen 1580 en 1640 waren er Spaanse onderkoningen die regeerden in naam van de Spaanse koning: 
- 1580-1582 Fernando Álvarez de Toledo, Hertog van Alva (de facto)
- 1583-1593 Albrecht van Oostenrijk
- 1593-1600 Eerste Junta de Gobierno
  - Miguel de Castro, Aartsbisschop van Lissabon
  - Joao de Silva, Graaf van Portalegre
  - Francisco Macarenhas
  - Duarte Castelo-Branco, Graaf van Sebulgal
  - Miguel de Moura
- 1600-1603 Cristovao de Moura, Markies van Castel Rodrigo (1e termijn)
- 1603-1605 Afonso Castelo-Branco, Graaf van Coimbra
- 1605-1608 Pedro Castilho, Bisschop van Leiria
- 1608-1614 Cristovao de Moura, Markies van Castel Rodrigo (2e termijn)
- 1614-1615 Aleixo de Menezes, bisschop van Goa
- 1615      Miguel de Castro, Aartsbisschop van Lissabon (ad interim)
- 1615-1621 Diego de Silva y Mendoza, Graaf van Salinas (1e termijn)
- 1621-1633 Tweede Junta de Gobierno
  - Martín Alonso de Mejía (1621-1622)
  - Diego de Castro en Nuño Álvares de Portugal (1622-1623)
  - Diego de Castro en Diego de Silva y Mendoza (2e termijn) (1623-1626)
  - Diego de Silva y Mendoza (3e termijn) en Alfonso Furtado de Mendonça (1627-1630)
  - Antonio Ataide en Nuño de Mendoza (1631-1633)
- 1633 Joao Manuel, Aartsbisschop van Lissabon
- 1633 Diego de Castro, Graaf van Basto (3e termijn)
- 1634-1640 Margaretha van Savoye, Hertogin van Mantua